# Juan Carlos Álvarez
Juan Carlos Álvarez Vega, más conocido como Juan Carlos Álvarez nacido en El Entrego (Asturias) el 10 de mayo de 1954, es un exfutbolista y entrenador del fútbol español que actualmente está sin equipo.

## Carrera deportiva
Juan Carlos jugó en el Sevilla Futbol Club en la década de los 80. En dicho club, siempre se le utilizó como  entrenador interino. Hasta en tres ocasiones le tocó ocupar plaza de primer entrenador en el banquillo nervionense. La primera ocasión en el transcurso de la temporada 1995-1996, sustituyendo en octubre de 1995, en la jornada novena, a Toni Oliveira, que tenía situado al equipo en decimonovena posición pero el equipo vuelve a desinflarse y como revulsivo la directiva decide fichar nuevamente a Víctor Espárrago para intentar la reacción. Al final ésta llegaría y el Sevilla ocuparía la 14.ª plaza en el campeonato. 
En la temporada 1997-1998, con el Sevilla inmerso en 2.ª división, Juan Carlos vuelve a ser llamado para ocupar nuevamente el banquillo. Había comenzado el campeonato Julián Rubio, a su vez sustituido por Vicente Miera, y Juan Carlos Álvarez actuaba de segundo con el ex-seleccionador. Como el asturiano tampoco mejoraba el rendimiento del equipo y al final el Sevilla se quedó en Segunda, ocupándose el 7.º lugar en la clasificación. 
En la temporada 1999-2000, Juan Carlos es llamado por tercera vez para ocupar el banquillo de Nervión, En esta ocasión el Sevilla estaba en 1.ª división, y el objetivo marcado era la permanencia. El 7 de marzo, con el Sevilla ocupando el último lugar de la clasificación, en la jornada 26ª, reemplaza a Marcos Alonso Peña. Ésta fue sin duda la peor participación del asturiano, pues en los dos meses largos que ocupa el banquillo sólo consigue sumar cinco puntos y no se mueve del último lugar en la clasificación. En descarga suya hay que decir que tomó al equipo prácticamente descendido, y lo único que se pudo hacer es certificar su descenso.

## Clubes
- 1994-1995: Sevilla Atlético
- 1995-1996: Sevilla Atlético
- 1995-1996: Sevilla FC
- 1996-1997: Cádiz CF
- 1997-1998: Sevilla FC
- 1998-1999: Sevilla Atlético
- 1999-2000: Sevilla Atlético
- 1999-2000: Sevilla FC
- 2001: Club Deportivo Castellón
- 2008-2011: Coria Club de Fútbol
- 2017-Actual : Futsal Tomares